# Noorder Oudeweg
De Noorder Oudeweg (Fries en officieel: Noarder Alde Wei) is een kanaal in Friesland.
De Noorder Oudeweg is de verbinding tussen de Goëngarijpsterpoelen (Goaiïngarypster Puollen) aan de noordzijde en de Langweerderwielen (Langwarder Wielen) in het zuiden. De zuidzijde van de Noorder Oudeweg loopt door het meer Oudeweg (Alde Wei). Het kanaal loopt onder het viaduct in de A7 en een brug in de Oudeweg/ Tramweg tussen Joure en Sneek. De Oudeweg heeft aan de oostzijde via de Joustersluis en de Zijlroede (Jouster Sylroede) verbinding met Joure. Ten noorden van Broek-Noord in de omgeving van de Zwettepoel (Swettepoel) is een fiets- en voetveer over de Noorder Oudeweg.

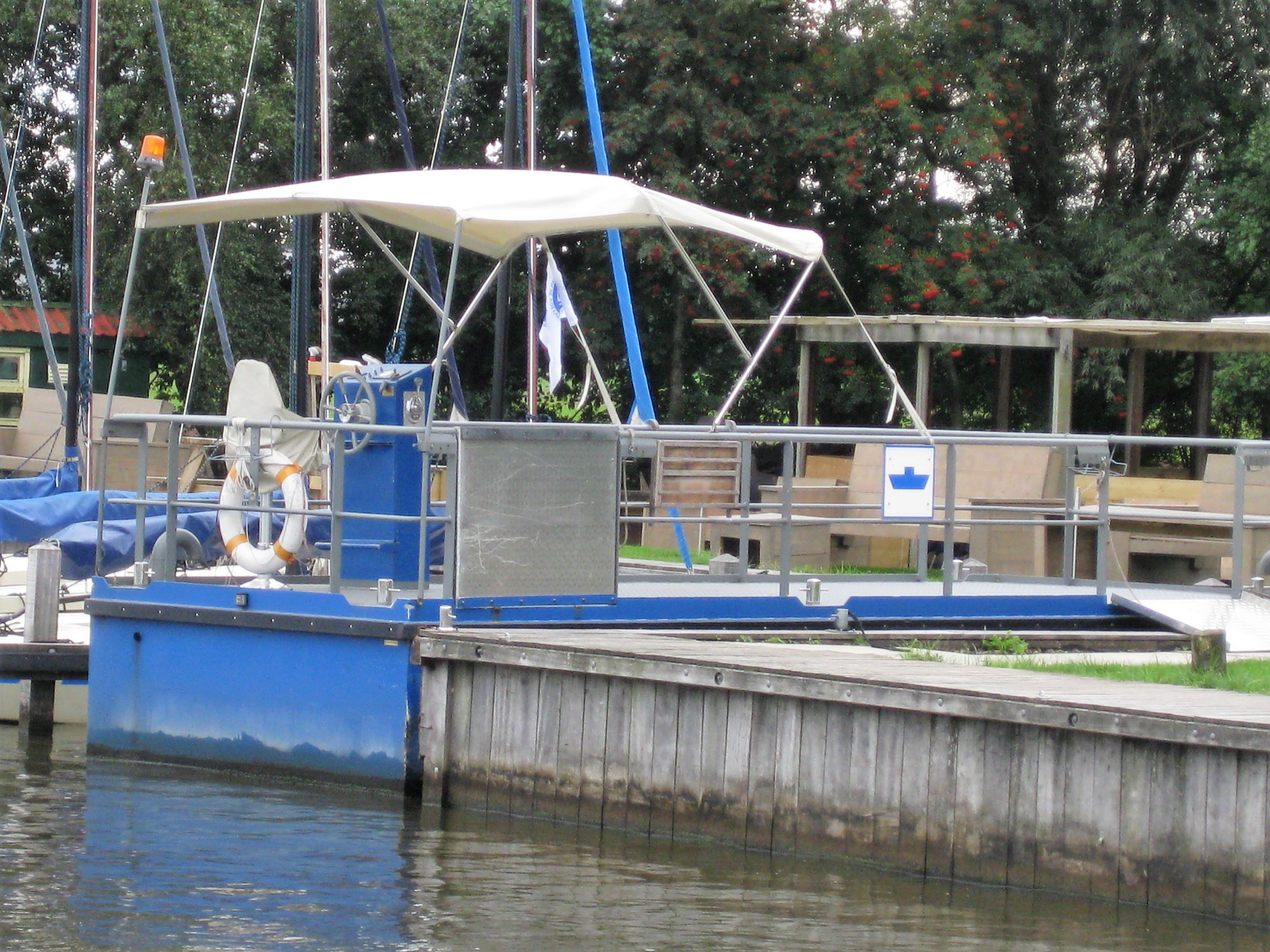
Veerpont Rufus